# 纳日
纳日（法語：Nages，法語發音：[naʒ]）是法国奧克西塔尼大區塔恩省的一个市镇，属于卡斯特尔区。

## 地理
纳日（43°40'33"N, 2°46'46"E）面积47.11 平方千米，位于法国奧克西塔尼大區塔恩省，该省份为法国南部内陆省份，北起顺时针与阿韦龙省、埃罗省、奥德省、上加龙省和塔恩-加龙省接壤。
与纳日接壤的市镇（或旧市镇、城区）包括：韦布尔河畔米拉、阿古河畔弗赖斯、阿古河畔拉萨尔沃塔、拉科讷。

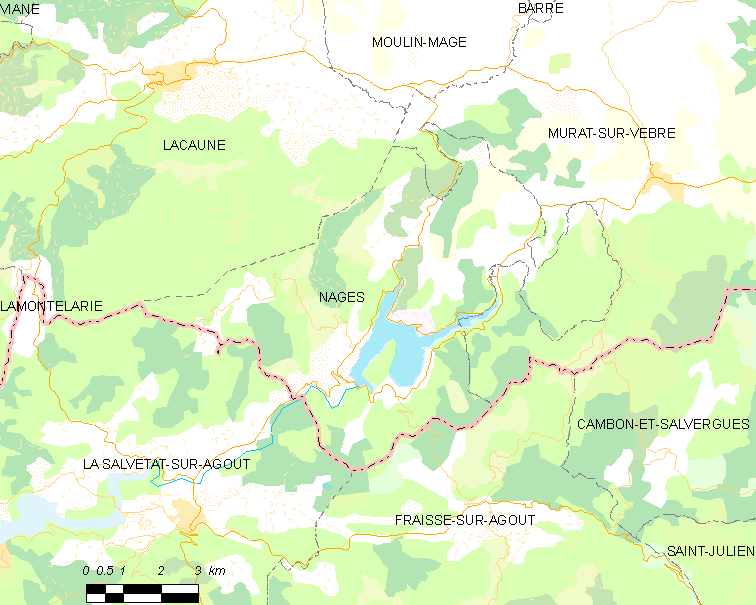
纳日的OSM定位图

纳日的时区为UTC+01:00、UTC+02:00（夏令时）。

## 行政
纳日的邮政编码为81320，INSEE市镇编码为81193。

## 政治
纳日所属的省级选区为奥克高地县。

## 人口

1962-2008年间纳日人口变化图示

纳日于2022年1月1日时的人口数量为345人。